# Harold Hartley (Chemiker)
Sir Harold Brewer Hartley (* 3. September 1878; † 9. September 1972) war ein britischer Physikochemiker. Er wechselte von der akademischen Welt in die Wirtschaft und Industrie, unter anderem als Vorsitzender der British Overseas Airways Corporation.

## Leben
Hartley war das einzige Kind des Sammlers Harold T. Hartley (1851–1943). Seine Mutter starb 1884, als er noch ein kleines Kind war. Hartley besuchte das Dulwich College und studierte am Balliol College der Universität Oxford. Dort schloss er sein Studium der Chemie und Mineralogie im Jahr 1900 mit Auszeichnung ab.

## Wirken
Nach dem Studium blieb er als Dozent am Balliol College. Anlässlich des Ersten Weltkriegs diente er von 1914 bis 1919 als Offizier in der British Army und stieg dabei 1918 bis in den Rang eines Brigadier-General auf und diente zuletzt als Controller der Abteilung für chemische Kriegsführung im Ministry of Munitions. 
Nach dem Ersten Weltkrieg lehrte Hartley wieder am Balliol College und wurde Berater in der chemischen Industrie. Er wurde Direktor der ans Balliol College angeschlossenen Gas Light and Coke Company (des späteren North Thames Gas Board) und war dort bis 1945 Mitglied des Vorstands. Er war seit 1929 auch Mitglied Fuel Research Board des Department of Scientific and Industrial Research des britischen Bildungsministeriums und von 1932 bis 1947 dessen Vorsitzender. In seinen wissenschaftlichen Arbeiten beschäftigte er sich mit der Elektrochemie in nicht wässriegn Elektrolyten und der Selbstkristallisation von Lösungen und Gasreaktionen, wofür er in die Royal Society aufgenommen wurde.
Nach dem universitären Leben zog er 1930 in die Wirtschaft und übernahm als Vizepräsident der London, Midland and Scottish Railway die Leitung der Forschungsabteilung. Weiters wurde er zum Vorsitzenden der Forschungsstelle der britischen Gummierzeuger, zum Präsident des Institutes für Glasemaillierungen und zum Präsident der britischen Gasindustrie-Gesellschaft ernannt. Im Jahr 1937 wurde er mit der Wilhelm Exner Medaille ausgezeichnet.
Bis zum Jahr 1949 übernahm Hartley als Vorstand die British Overseas Airways Corporation. Bis in die frühen 60er Jahre war er unter anderem als Präsident der Institution of Chemical Engineers, als Vorsitzender der European Economic Cooperation und in der Society of Instrument Technology tätig.

## Auszeichnungen
- 1916: Military Cross
- 1918: Officer des Order of the British Empire
- 1919: Commander des Order of the British Empire
- 1926: Fellow der Royal Society
- 1928: Knight Bachelor
- 1937: Wilhelm Exner Medaille
- 1944: Knight Commander des Royal Victorian Order
- 1957: Knight Grand Cross des Royal Victorian Order
- 1967: Mitglied des Order of the Companions of Honour
- 1968: Hoover Medaille